# Fisétinidol
Le fisétinidol est un flavan-3-ol.
Les profisétinidines sont un type de tanins condensés. Les tanins condensés sont des polymères de flavanols et les profisétinidines sont notamment composées d'unités de fisétinidol. Le nom provient du fait que ces tanins produisent de la fisétinidine, une anthocyanidine, lors de leur hydrolyse en milieu acide.